# Elezioni legislative in Portogallo del 1983
Le elezioni legislative in Portogallo del 1983 si tennero il 25 aprile per il rinnovo dell'Assemblea della Repubblica.
In seguito all'esito elettorale, Mário Soares, espressione del Partito Socialista, divenne Primo ministro.

## Risultati
| Partito Socialista                                              | 2 061 309 | 37,07 | 101 |  |  |  |
| Partito Social Democratico                                      | 1 554 804 | 27,96 | 75  |  |  |  |
| Alleanza del Popolo Unito (PCP - MDP - PEV)                     | 1 031 609 | 18,55 | 44  |  |  |  |
| Centro Democratico Sociale                                      | 716 705   | 12,89 | 30  |  |  |  |
| Partito della Democrazia Cristiana                              | 39 180    | 0,70  | –   |  |  |  |
| Partito Popolare Monarchico                                     | 27 635    | 0,50  | –   |  |  |  |
| Unione Democratica Popolare                                     | 27 260    | 0,49  | –   |  |  |  |
| Unione Democratica Popolare - Partito Socialista Rivoluzionario | 25 222    | 0,45  | –   |  |  |  |
| Partito Comunista dei Lavoratori Portoghesi                     | 20 995    | 0,38  | –   |  |  |  |
| Partito Operaio di Unità Socialista                             | 19 657    | 0,35  | –   |  |  |  |
| Partito Socialista Rivoluzionario                               | 13 327    | 0,24  | –   |  |  |  |
| Lega Socialista dei Lavoratori                                  | 11 500    | 0,21  | –   |  |  |  |
| Organizzazione Comunista Marxista-Leninista Portoghese          | 6 113     | 0,11  | –   |  |  |  |
| Partito Democratico dell'Atlantico                              | 5 523     | 0,10  | –   |  |  |  |
| Partito Comunista (Ricostruito)                                 | 86        | 0,00  | –   |  |  |  |
| Totale                                                          | 5 560 925 | 100   | 250 |  |  |  |
|                                                                 |           |       |     |  |  |  |
| Schede bianche                                                  | 42 494    | 0,74  |     |  |  |  |
| Schede nulle                                                    | 104 276   | 1,83  |     |  |  |  |
| Votanti                                                         | 5 707 695 |       |     |  |  |  |

- I risultati ufficiali furono oggetto di rettifica limitatamente al distretto di Setúbal, lista PSR.

| Riepilogo dei seggi (+/- elezioni 1980) | Riepilogo dei seggi (+/- elezioni 1980) | Riepilogo dei seggi (+/- elezioni 1980) | Riepilogo dei seggi (+/- elezioni 1980) | Riepilogo dei seggi (+/- elezioni 1980) | Riepilogo dei seggi (+/- elezioni 1980) | Riepilogo dei seggi (+/- elezioni 1980) |
| --------------------------------------- | --------------------------------------- | --------------------------------------- | --------------------------------------- | --------------------------------------- | --------------------------------------- | --------------------------------------- |
|                                         |                                         |                                         |                                         |                                         |                                         |                                         |
| APU                                     | 44                                      | ▲ 3                                     |                                         | PS                                      | 101                                     | ▲ 35                                    |
| PSD                                     | 75                                      | ▼ 7                                     |                                         | CDS-PP                                  | 30                                      | ▼ 16                                    |
| PPM                                     | 0                                       | ▼ 6                                     |                                         | UDP                                     | 0                                       | ▼ 1                                     |